# Зефир Оно
Зефир О́но, или зефир пламенный (Japonica onoi), — вид дневных бабочек из семейства голубянок (Lycaenidae).

## Описание
Размах крыльев 32—42 мм. Самец и самка окрашены на верхней стороне крыльев оранжево-охристый цвет. Привершинное затемнение на переднем крыле не охватывает передний край крыла. На нижней стороне переднего крыла срединная перевязь длинная, расположена ближе к пятну центральной ячейки. Задние крылья с хвостиком.

## Ареал
Эндемик Японии. Ошибочно приводился для юга Приморья в России, где обитает вид-двойник Japonica lutea dubatolovi Fujioka, 1993.

## Биология
За год развивается одно поколение. Время лёта с середины июня до конца августа. Бабочка встречается нечасто. Гусеница развивается на дубе зубчатом (Quercus serrata).